# 비차
비차(飛車) 또는 비거(飛車)는 조선 시대에 임진왜란 당시 만들어진 것으로 전해지는 글라이더이다. 그러나 기구라는 평가도 있어 공식적으로 정확하게 알려진 건 없다.

## 기록상의 비차
일단 비차가 등장하는 기록은 다음과 같다.
- 일본 역사서 《왜사기》(倭史記)
- 신경준의 《여암전서》(旅庵全書)
- 이규경의 《오주연문장전산고》(五州衍文長箋散稿)
- 1923년 한글학자 권덕규가 쓰고 광문사(廣文社)에서 출판한 《조선어문경위》(朝鮮語文經緯)

우선 《왜사기》라는 문헌은 실제로는 존재하지 않은 책이다. 기록들을 살펴보면 비차가 처음 등장한 것은 임진왜란 때의 일인데, 신경준의 《여암전서》 〈책차제〉(策車制)에 따르면 비차를 만든 사람은 김제 사람인 정평구(鄭平九)라는 인물로, 왜병에게 포위된 영남의 어느 읍성을 지키던 성주의 친한 지인이 이 비차를 만들어서 성 안으로 들어가, 친구를 태우고 30리 바깥으로 날아가서 지상에 착륙해 왜적의 칼날을 피하게 했다고 한다. 《오주연문장전산고》「비거변증설(飛車辨證說)」에는 인조 때의 사람인 전주부(全州府) 출신의 김시양(金時讓)이라는 사람으로부터 들은 말이라며, "호서(湖西)의 노성(魯城) 지방에 사는 윤달규(尹達圭)라는 사람이 있는데 그 사람은 명재(明齋)의 후손이다. 이 사람이 정밀하고 교묘한 기구를 만드는 재간이 있어 비거를 창안하여 기록하여 두었다."고 했다.

## 연구 및 해설
비거를 만들었다는 정평구라는 인물은 일단 그의 무덤이 지금의 전라북도 김제시 부양면 제월리에 남아 있는 것으로 확인되었다. 기록에 따르면 그의 본관은 동래이며, 1566년 3월 3일에 태어나 1624년 9월에 59세로 죽었다고 알려져 있다. 원래는 문관에 뜻을 두고 문과에 응시했으나 낙방한 뒤 무관 말단직으로 관직생활을 시작했는데, 전라우수사 이억기에 의해 진주병영의 별군관(別軍官)이 되었고, 임진왜란 당시에는 김시민의 휘하에서 화약을 다루는 임무를 맡았다고 한다.
비거의 형태와 구조에 대해 자세한 기록은 없다. 《오주연문장전산고》의 기록에 의하면, 비거의 비행 원리는 먼저 동체에 있는 가죽주머니 아래쪽에 뚫려있는 구멍을 열어 압축 공기를 아래로 분출시키면서 그에 따른 반작용과 함께 공기 방석작용으로 이륙할 수 있는 힘을 얻는다는 것이다. 이와 동시에 비거에 탄 네 명이 날개를 움직이는 줄과 연결된 기계장치를 움직여 양쪽 날개를 상하로 움직임으로써 비거는 지면에서 떠오르면서 앞으로 나아가게 되어 있었다는 것이다. 비거는 공중에서 약 100장(200m) 정도까지 비행할 수 있었으며, 상승기류를 타면 30리라도 날아갈 수 있었다고 한다.
《오주연문장전산고》에는 비거 말고도, "고니나 따오기 형태를 만들어서 뱃속을 쳐서 바람을 일으키면 공중으로 떠올라 능히 1백 장(丈)을 날아다니는데 양각풍(羊角風)이 불면 앞으로 나아갈 수 없고 광풍이 불면 추락하는" 기계라던지 "바람을 타고 올라가고 먼지를 일으키며 천지 사방을 돌아다니는" 기계 등 여러 형태의 비행 기구에 관련된 소문이 기록되어 있지만, 이 책이 간행될 당시에는 이미 서양에서 개발된 글라이더라던지 열기구와 관련된 소문이 조선에도 전해지던 시기였기에, 《오주연문장전산고》가 기록한 비행기구에 관련된 것은 대부분이 서양의 글라이더나 기구에 관한 풍문이 와전된 것이 전해진 것에 불과하다고 하는 지적이 있다. 이러한 것으로 보아서는 비거가 실제로 존재했다고 해도 그것의 형태나 비행원리는 현재의 '비행기'라기보다는 '글라이더'에 가까운 것으로 추정된다.
2000년 12월에 공군사관학교의 비차 복원팀이 현재 남아 전하는 기록들을 토대로 비거를 재현하고 실제로 비행하는 실험을 하였다. 공군사관학교는 건국대학교와의 공동 제작작업을 통해 대략 6개월간에 걸쳐 임진왜란 당시 사용 가능했던 대나무와 무명천, 마끈 및 화선지 등만을 이용한 1/2 크기의 실물을 재현하여 몽촌토성에서 그것을 가지고 시험 비행하는 과정을 거치기도 했다. 하지만, 그 실제로 그 위에 사람이 타고 다니는건 불가능 하다고 판단났다.